# Ретц-Гаяри
Культура Ретц-Гаяри — археологическая культура эпохи энеолита. Развивается позднее ласиньской культуры (3500 г. до н. э.) и распространяется в виде двух региональных вариантов по территории Эрделя (Румыния), Венгрии, Словакии, Австрии и северной Хорватии. Имя культуре дано по двум характерным памятникам в Австрии и Словакии.
На территории Хорватии существовало два варианта: тип Вишница (по памятнику Большая пещера близ Вишницы на Хорватском нагорье), где преобладает керамика с орнаментом в виде бороздок, и тип Кевдерц-Хрневац (Славония), где преобладают треугольный и шахматный орнаменты.
Люди данной культуры занимались животноводством, вели подвижный образ жизни и часто поселялись близ других культур.